# La signora ha fatto il pieno
La signora ha fatto il pieno è un film del 1977 diretto da Juan Bosch.

## Trama
Un proprietario di una casa farmaceutica per ottenere l'immissione sul mercato del suo nuovo farmaco, in realtà innocuo, il "Fegatin", paga una prostituta affinché costringa il sottosegretario alla Sanità a piegarsi alle sue volontà, ma quando riesce ad ottenere la firma, l'uomo muore eccitato dalle barzellette raccontate dalla moglie per smascherare il suo tradimento.

## Produzione

### Riprese
La villa di Romolo (Aldo Maccione) in cui si svolge gran parte della vicenda si trova a Caldes d'Estrac in Catalogna, Spagna.

## Distribuzione
Fu distribuito in Italia a partire dal luglio 1977 e in Spagna dal 10 ottobre successivo col titolo Es pecado... pero me gusta.

## Critica
(E. Rz., Stampa Sera, 1 agosto 1977)
(Alberto Blandi, La Stampa, 2 agosto 1977)
(David Grieco, l'Unità, 13 agosto 1977)
(Lino Miccichè, Il cinema del riflusso: film e cineasti italiani degli anni '70, 1997)
(Marco Bertolino ed Ettore Ridola, Vizietti all'italiana. L'epoca d'oro della commedia sexy, 1999)